# Richard T. Kennedy

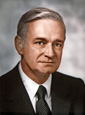
Richard T. Kennedy

Richard Thomas Kennedy (* 24. Dezember 1919 in Rochester, New York; † 11. Januar 1998 in Washington, D.C.) war ein US-amerikanischer Oberst der US Army und Diplomat, der unter anderem zwischen 1981 und 1982 Under Secretary of State for Management war.

## Leben

### Oberst der US Army
Kennedy absolvierte nach dem Schulbesuch ein Studium der Wirtschaftswissenschaften an der University of Rochester, das er 1941 mit einem Bachelor of Arts (B.A. Economics) abschloss. Nach dem Eintritt der Vereinigten Staaten in den Zweiten Weltkrieg trat er 1941 in die US Army ein und fand in den folgenden Jahren Verwendungen in verschiedenen Einheiten. Ein postgraduales Studium im Fach Management an der Harvard Business School beendete er 1953 mit einem Master of Business Administration (MBA). Darüber hinaus war er Absolvent des National War College in Fort Lesley J. McNair.
1961 trat Kennedy in das US-Verteidigungsministerium ein und fungierte bis 1963 als Stabsoffizier eines Assistenten des Verteidigungsministers. Nach weiteren Verwendungen war er zwischen 1969 und 1974 Mitarbeiter im Planungs- und Koordinierungsstab des Nationalen Sicherheitsrates (US National Security Council). 1971 schied er als Oberst aus dem aktiven Militärdienst aus. Für seine langjährigen militärischen Verdienste wurde er mehrfach ausgezeichnet und erhielt unter anderem den Legion of Merit, die Army Distinguished Service Medal, den Bronze Star sowie die Army Commendation Medal.

### Under Secretary of State for Management
Nachdem Kennedy 1974 aus dem Nationalen Sicherheitsrat ausgeschieden war, wurde er 1975 Mitglied der Nuclear Regulatory Commission (NRC) und gehörte dieser bis 1980 an.
Am 28. Februar 1981 wurde Kennedy durch US-Präsident Ronald Reagan zum Unterstaatssekretär im Außenministerium für Verwaltung (Under Secretary of State for Management) ernannt und übte diese Funktion bis zum 15. Dezember 1982 aus. Sein Nachfolger am 22. Dezember 1982 Jerome W. Van Gorkom. Zugleich wurde er als Nachfolger von Gerard C. Smith am 27. Juli 1981 Botschafter bei der Internationalen Atomenergie-Organisation und übte diese Funktion bis zum 19. Januar 1983 aus. Sein Nachfolger in dieser Funktion wurde daraufhin am 17. Mai 1983 Richard Salisbury Williamson. Er selbst fungierte ferner zwischen 1982 und 1993 während der Präsidentschaft von Ronald Reagan und von George H. W. Bush als Sonderbotschafter (Ambassador at Large) für Nichtverbreitung und nukleare Energiepolitik.
Kennedy starb an den Folgen einer Bypass-Operation und wurde auf dem Nationalfriedhof Arlington beigesetzt.